# Абрахам Ортелий
Абрахам Ортелий (на нидерландски: Abraham Ortels, латинизирано на Abraham Ortelius}} е фламандски картограф и географ, смятан за създател на първия съвременен атлас.

## Биография
Абрахам Ортелий е роден на 14 април 1527 година в Антверпен, част от владенията на Хабсбургите (днес в Белгия). Той е член на влиятелната по това време фамилия Ортелий и пътува много из Европа – в цяла Нидерландия и в Германия, Франция, Англия, Ирландия и Италия.
Ортелий започва да работи като гравьор на карти и през 1547 година става член на антверпенската картографска гилдия. В началото на кариерата си се занимава главно с търговска дейност, като повечето му пътувания до 1560 година са с такава цел. През тази година той предприема пътуване до Трир, Лотарингия и Поатие, заедно с Герардус Меркатор, и вероятно под негово влияние, започва да се интересува от научна география. През следващите години се заема със съставянето на атласа „Theatrum Orbis Terrarum“ („Театъра на света“), с който остава известен в историята на картографията.
През 1575 година Абрахам Ортелий е назначен за географ на испанския крал Филип II. Това става с препоръките на Бенито Ариас Монтано, тъй като по-рано родът Ортелий е подозиран в симпатии към протестантството. С издадената от Кристоф Плантен „Synonymia geographica“ (1578), разширена по-късно под заглавието „Thesaurus geographicus“ (1587, 1596), той поставя основите на критичния анализ на античната география. В последното издание на тази книга Ортелий разглежда възможността за континентален дрейф, превърнала се в основна за геологията теория няколко века по-късно.
Абрахам Ортелий умира в родния си град на 28 юни 1598 година.